# Lianyun
För andra betydelser, se Lianyun (olika betydelser).
Lianyun är ett stadsdistrikt som lyder under Lianyungangs stad på prefekturnivå i Jiangsu-provinsen i östra Kina. Det ligger omkring 300 kilometer norr om provinshuvudstaden Nanjing. 